# Монетный акт США 1834 года
Монетный акт 1834 года — законодательный акт, принятый Конгрессом США 28 июня 1834 года. Этим актом стоимость чистого золота по отношению к чистому серебру была определена в пропорции 1 к 16. В предыдущем монетном акте, 1792 года, стоимость чистого золота по отношению к чистому серебру составляла 1 к 15.
Таким образом, стоимость серебра упала ниже цен на мировом рынке. После введения акта стоимость унции золота составила $20,67.

## История
Монетный акт 1834 года был подписан Эндрю Джексоном 28 июня 1834 года. Он определял массу монет и позволял Министерству финансов США выплачивать стоимость заложенного золота монетами уже спустя пять дней после внесения депозита. То есть акт значительно ускорил процесс выдачи отчеканенных монет за золото[уточнить].
Акт был принят в Палате Конгресса США в результате голосования, где за проект высказались 145, а против него 36 человек.